# Черных, Людмила Ивановна
Людми́ла Ива́новна Черны́х (13 июня 1935, Шуя — 28 июля 2017) — советский, украинский и российский астроном.

## Биография
В 1959 году Людмила Черных окончила физико-математический факультет в Иркутском государственном педагогическом институте. С 1959 по 1963 год работала в Иркутской лаборатории времени и частоты Всесоюзного научно-исследовательского института физико-технических и радиотехнических измерений, где занималась и астрономическими наблюдениями. С 1964 по 1998 год была научным сотрудником в Институте теоретической астрономии АН СССР / РАН и работала в Крымской астрофизической обсерватории. Там она познакомилась со своим будущим мужем, астрономом Николаем Черных. С 1998 года работала старшим научным сотрудником Крымской астрофизической обсерватории.

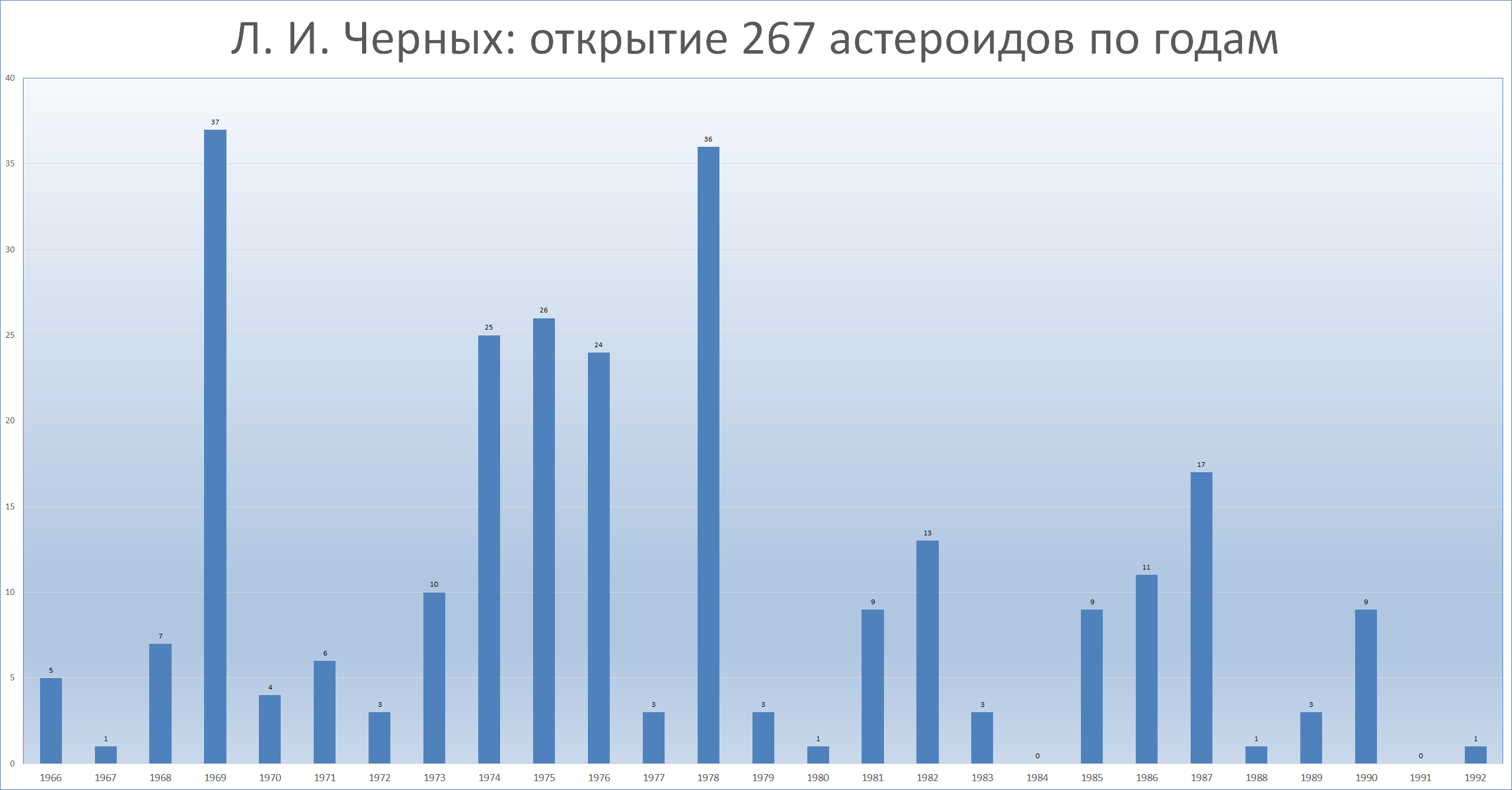
Открытие астероидов

Людмила Черных открыла 268 астероидов, среди которых (1772) Гагарин, (1855) Королёв, (2127) Таня (в честь Тани Савичевой), (2205) Глинка, (2807) Карл Маркс, (2385) Мустель (в честь Э. Мустеля), (2142) Ландау (в честь Л. Ландау), (2212) Гефест, (2489) Суворов, (3147) Саманта (в честь Саманты Смит), (3967) Шехтелия (в честь Ф. О. Шехтеля) и (3321) Даша (в честь Дарьи Севастопольской).
Астероид, открытый ею 27 сентября 1973 года, она назвала в честь мужа Коля. В честь супружеской пары Черных был назван астероид (2325) Черных, открытый в 1979 году чехословацким астрономом Антонином Мркосом.
Среди астрономов-женщин в 1979—1990 годах занимала второе место в мире по числу открытых малых планет.

## Награды
- Три медали Астрономического Совета АН СССР «За обнаружение новых астрономических объектов» за научные достижения и открытие большого числа новых малых планет (1975, 1979 и 1982 годы)[2].
- Почётный знак Болгарской Академии Наук (1984)[2].
- Лауреат международной премии «Славяне» Украинской Академии Экологических Наук (1998)[2].
- Лауреат премии имени Е. П. Фёдорова Национальной Академии Наук Украины (2004)[2].
- Почётный гражданин города Шуя[2].

## Книга
- Черных Л. И. Космический венок малых планет. — М.: Изд-во МГТУ им. Н. Э. Баумана, 2008. — 400 с. — 600 экз. — ISBN 978-5-7038-3076-5.